# أرمينيا (مقاطعة رومانية)
أرمينيا (باللاتينية: Armenia؛ بالأرمنية: Հայաստան) كان اسمًا لإحدى المقاطعات الإمبراطورية الرومانية في أرمينيا الكبرى والمناطق المحيطة بها، ابتداءا من القرن الأول الميلادي وحتى العصور القديمة المتأخرة. بينما أضحت منطقة أرمينيا الصغرى (شمال وسط تركيا الحالية) دولة تابعة للرومان خلال القرن الأول، بقيت أرمينيا الكبرى دولة مستقلة تحت حكم الأرشكيين. كما بقيت أرمينيا طيلة تلك الفترة، سبب خلاف بين الإمبراطورية الرومانية وكل من الإمبراطوريتين البارثية والساسانية، حيث كانت الأخيرة سببًا في كثير من حروب الروم والفرس.
لقد ظهرت هذه المقاطعة لفترة قصيرة أثناء حكم الإمبراطور تراجان بين عاميّ 114 و 118 م. كما كانت مقاطعة أرمينيا إحدى ثلاث مقاطعات رومانيّة استحدثها تراجان بعد غزوه للإمبراطورية البارثية في الشرق، إلى جانب مقاطعة ميزوبوتاميا ومقاطعة آشوريا.
تم تقسيم أرمينيا في القرن الرابع بين الرومان والساسانيين، الذين سيطروا على الجزء الأكبر من مملكة أرمينيا. كما عادت المنطقة لتكون ساحة حرب بين الإمبراطوريتين في القرنين السادس والسابع، حتى الفتح الإسلامي لأرمينيا سنة 640 م.

## تاريخ
عقب سقوط الدولة الأرضاشيسية جراء حملة بومبيوس الكبير في أرمينيا عام 66 قبل الميلاد، تنازعت الإمبراطورية الرومانية والإمبراطورية الفرثية على مملكة أرمينيا في عدة مواضع في فترة الحروب الرومانية الفرثية. انقسم النبلاء الأرمينيون طوال فترة حكم السلالة الأرشكية الفرثية إلى فريق مؤيد للرومانيين، وفريق مؤيد للفرثيين، وفريق محايد.
أضحت أرمينيا إما دولة عميلة أو دولة تابعة تقف على حدود أكبر إمبراطوريتين في تلك الحقبة من التاريخ وما تبعهما من إمبراطوريات لاحقة؛ الإمبراطورية البيزنطية والساسانية. وعقب انتهاء الحروب البيزنطية الساسانية، قُسمت أرمينيا إلى أرمينيا الرومانية وأرمينيا الفارسية.

### الصراع على النفوذ مع فرثيا
أضحت أرمينيا، وهي تحت حكم السلالة الأرضاشيسية، محمية رومانية بأمر الإمبراطور بومبيوس الكبير عام 65/66 قبل الميلاد تزامنًا مع التوسع الشرقي للجمهورية الرومانية في فترة حروب ميثراداس. ظلت أرمينيا خاضعة للنفوذ الروماني على مدار المائة عام التالية. ازداد النفوذ الفرثي في أرمينيا في منتصف القرن الأول الميلادي، ما شكل تهديدًا للهيمنة الرومانية التي حافظ عليها الرومان بحملات غنيوس دوميتيوس كوربولو.
انتهى النزاع الروماني الفارسي عقب انتهاء معركة رانديا، وأفضى الوضع إلى طريق مسدود ورضوخ الطرفين للمساومة: فقد وافق الرومان على تتويج أحد أمراء فرثيا من السلالة الأرشكية ملكًا على أرمينيا بشرط أن يوافق الإمبراطور الروماني على ترشيحه أولًا.

### مقاطعة أرمينيا الرومانية (114–118)
في عام 114، ضم الإمبراطور تراجان أرمينيا إلى إمبراطوريته حتى تصبح مقاطعة رومانية كاملة.
«تقدم الإمبراطور تراجان بجيشه من أنطاكية إلى نهر الفرات، وواصل سيره شمالًا حتى وصل إلى أبعد مخيم روماني في ساتالا في أرمينيا الصغرى، ومن ثم واصل سيره في أرمينيا قاصدًا أرتاشاتا... وبعدها عزم تراجان على تحويل تلك المملكة التابعة إلى مقاطعة رومانية، وزحزحة الحدود الرومانية باتجاه الشرق... رضخت أرمينيا لمصيرها وأضحت ولاية رومانية... ومن هنا واصل تراجان مسيرته واحتل بلاد الرافدين... ثم أضحت بلاد الرافدين هي الأخرى ولاية رومانية كأرمينيا».
في عام 113، شرع تراجان في غزو الإمبراطورية الفرثية لأنه أراد أن يضع ملكًا تابعًا للروم على عرش أرمينيا من جديد (بعد عدة سنوات من وقوع أرمينيا في قبضة الفرثيين). وفي عام 114، تحرك تراجان بجيشه من أنطاكية متجهًا إلى سوريا، ودخل أرمينيا واحتل العاصمة أرتاشاتا. وبعدها تخلص تراجان من الملك الأرميني بارثاماسيريس، وأمر بضم أرمينيا إلى الإمبراطورية الرومانية باعتبارها مقاطعة جديدة.
كانت المقاطعة الجديدة تطل على سواحل بحر قزوين وتتاخم إيبيريا وألبانيا القوقازية التابعتين للإمبراطورية الرومانية.
حُكمت أرمينيا فضلًا عن كبادوكيا من قبل الحاكم الروماني كاتيليوس سيفيروس من أسرة كلاوديا.
أصدر مجلس الشيوخ الروماني عملة معدنية جديدة احتفالًا بهذا الحدث، وكانت العملة تحمل النقوش التالية: (ARMENIA ET MESOPOTAMIA IN POTESTATEM P.R. REDACTAE)، وبذلك توطد مركز أرمينيا باعتبارها مقاطعة رومانية جديدة. حاول وريث العرش الفرثي الانقلاب على الرومان، ولكن الرومان أخمدوا ثورته بسرعة. ورغم ذلك واصل الفرثيون مقاومتهم للرومان في أرمينيا حتى نجح بلاش الثالث الفرثي في احتلال منطقة صغيرة في جنوب شرق أرمينيا قبيل وفاة تراجان في أغسطس عام 117.